# Uns gefällt die Welt
Uns gefällt die Welt ist ein deutscher Musik-, Revue- und Liebesfilm aus dem Jahre 1956 von Robert A. Stemmle mit Topsy Küppers, Kurt Heintel, Erni Mangold und Peer Schmidt in den Hauptrollen.

## Handlung
Die attraktive, aber nicht allzu erfolgreiche Revuetänzerin Yelli Ball gewinnt mit einem Tombolalos den Hauptgewinn. Statt des erhofften Eisschrankes ist sie nunmehr stolze Besitzerin eines Sportwagens! Ihre Freundin, die Pressefotografin Lisa, nutzt diese Gelegenheit und schießt sogleich ein Foto von dem flotten Flitzer, um das Bild in „ihrer“ Zeitung zu veröffentlichen. Um Yelli zugleich zu einem Karriereschub zu verhelfen, streut sie in Zusammenarbeit mit ihrem Freund Charly, einem jungen Friseur, im Fototext das Gerücht, die talentierte Tänzerin hätte einen Millionär zum Verehrer. Dies erfährt auch der Direktor von Yellis Revuebühne und wird hellhörig: Wenn Yelli einen reichen Mann an der Angel hat, dann könnte dieser doch auch eventuell als Finanzier seines Theaters einsteigen. Um dem mutmaßlichen Millionär diese Idee schmackhaft zu machen, stellt der Theaterdirektor sogleich Yelli groß heraus, macht damit seine neue Revue zu einem Riesenerfolg und verhilft der Nachwuchstänzerin zum Durchbruch.
Tatsächlich gibt es einen Millionär in Yellis Umfeld. Der heißt Knipperdolling und weiß nichts von seinem „Glück“, gerüchteweise der Verehrer Yellis zu sein. Vielmehr hat er deswegen reichlich Eheprobleme mit seiner besseren Hälfte namens Reseda. Die nämlich glaubt aufgrund des Zeitungsartikels, dass ihr Gatte auf seine alten Tage fremd geht! Um den Ehefrieden wieder herzustellen, beschließen Yelli, Lisa und Charly einen „Entlastungszeugen“ für Knipperdolling aufzuspüren. Den finden die Drei ausgerechnet in Knipperdolling junior, der eine Geflügelfarm betreibt. Zwischen Yelli und Philipp Knipperdolling funkt es gleich bei der ersten Begegnung. Um die nachfolgenden genretypischen Missverständnisse, Irrungen und Wirrungen zu einem guten Ende zu bringen, müssen sich Lisa und Charly richtig anstrengen, zumal Yelli ebenfalls in Mitleidenschaft gezogen wird und auf einmal nicht mehr an die Liebe zu ihrem Philipp zu glauben scheint. Am Ende aber gibt es zwei junge Liebespaare, die einhellig verkünden: „Uns gefällt die Welt“!

## Produktionsnotizen
Die Dreharbeiten fanden im Sommer 1956 statt, die Uraufführung erfolgte am 25. Oktober 1956 in der Bremer Schauburg.
Fritz Klotzsch übernahm die Produktionsleitung. Heino Gaze lieferte die Filmschlager. Das Ehepaar Otto Pischinger und Herta Hareiter gestaltete die Filmbauten, Trude Ulrich die Kostüme. Rudolf Nussgruber assistierte Regisseur Stemmle.

## Kritik
Im Lexikon des Internationalen Films heißt es: „Leichtgewichtige Unterhaltung mit Musik, Tanz und einigen halbwegs originellen Regieeinfällen.“